# Colleen Coyne
Pour les articles homonymes, voir Coyne.
Colleen Coyne (née le 19 septembre 1971 à Medford, dans le Massachusetts, aux États-Unis) est une joueuse américaine de hockey sur glace  qui évoluait dans la sélection nationale féminine en tant que défenseure.
Elle a remporté une médaille d'or olympique en 1998 à Nagano .

## Statistiques

### En équipe nationale
| Année | Équipe     | Compétition          |   | PJ | B | A | Pts | Pun | +/-               |  | Résultat |
| 1992  | États-Unis | Championnat du monde | 5 | 1  | 3 | 4 | 0   |     | Médaille d'argent |  |          |
| 1994  | États-Unis | Championnat du monde | 5 | 2  | 3 | 5 | 6   | 16  | Médaille d'argent |  |          |
| 1997  | États-Unis | Championnat du monde | 5 | 0  | 2 | 2 | 0   |     | Médaille d'argent |  |          |
| 1998  | États-Unis | Jeux olympiques      | 6 | 0  | 0 | 0 | 4   | +7  | Médaille d'or     |  |          |